# グレート・シナゴーグ (ジブラルタル)
グレート・シナゴーグ（英: Great Synagogue of Gibraltar、ヘブライ語: קהל קדוש שער השמיים (Kahal Kadosh Sha'ar HaShamayim)）は、イギリスの海外領土であるジブラルタルにある。これは1492年にスペインが、1497年にポルトガルが設置を禁じて以降、初めてイベリア半島に建てられたシナゴーグである。

## 歴史
このシナゴーグは、ロンドン出身の Isaac Nieto が1724年に設立し、当時のジブラルタル総督リチャード・ケインによってユダヤ人に許された小区画で同年に開所した。その後に何度か改築を繰り返し、現在の建物は大部分が1812年のもので、その様式においてスペイン・ポルトガル系ユダヤ教徒のポルトガル・シナゴーグ(en)（アムステルダム、1675年）およびビヴィス・マークス・シナゴーグ(en)（ロンドン、1701年）と共通点を持つ。二階半のファサードには、丸アーチ型の窓と出入り口が設けられている。

## ギャラリー

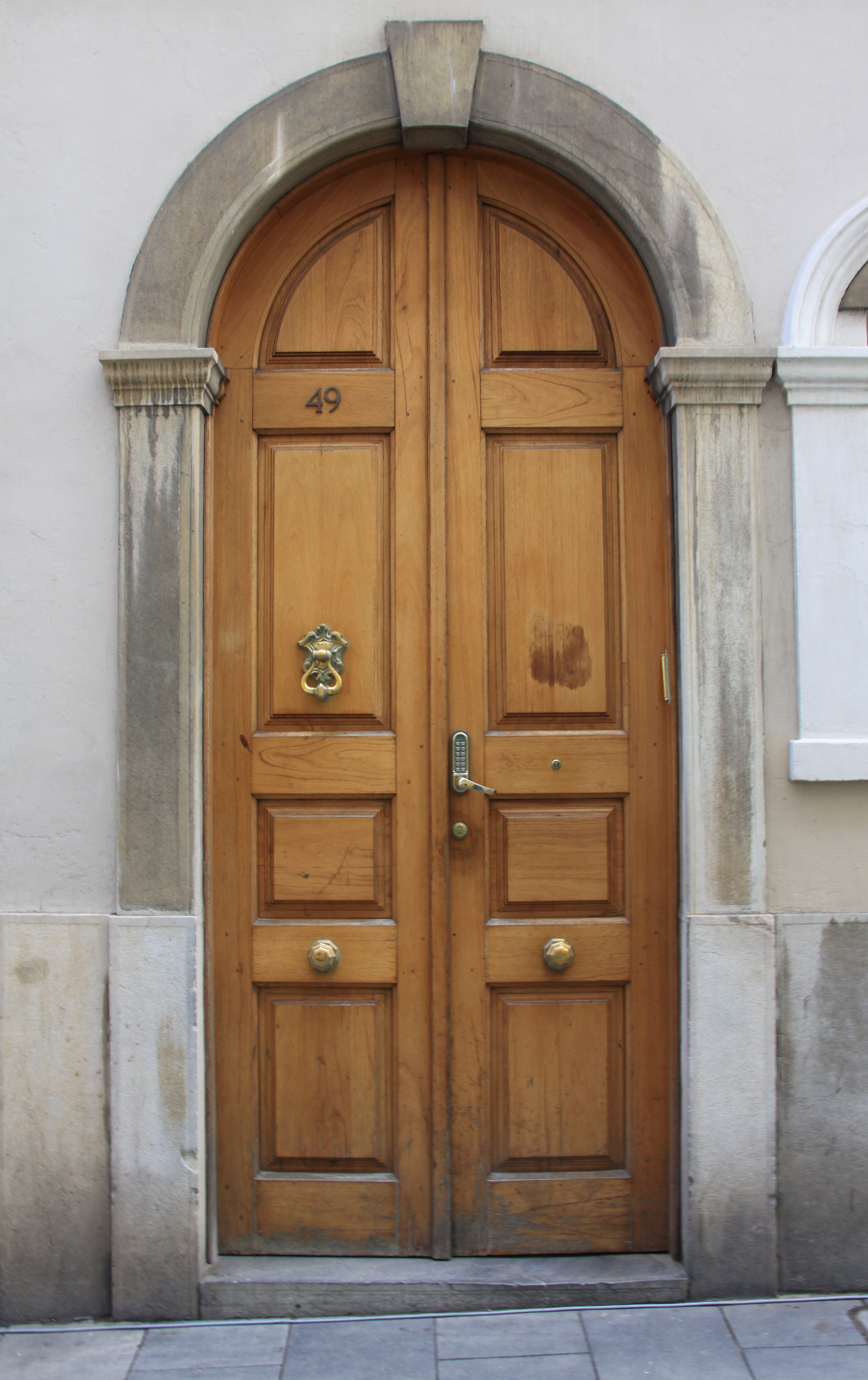
正面玄関
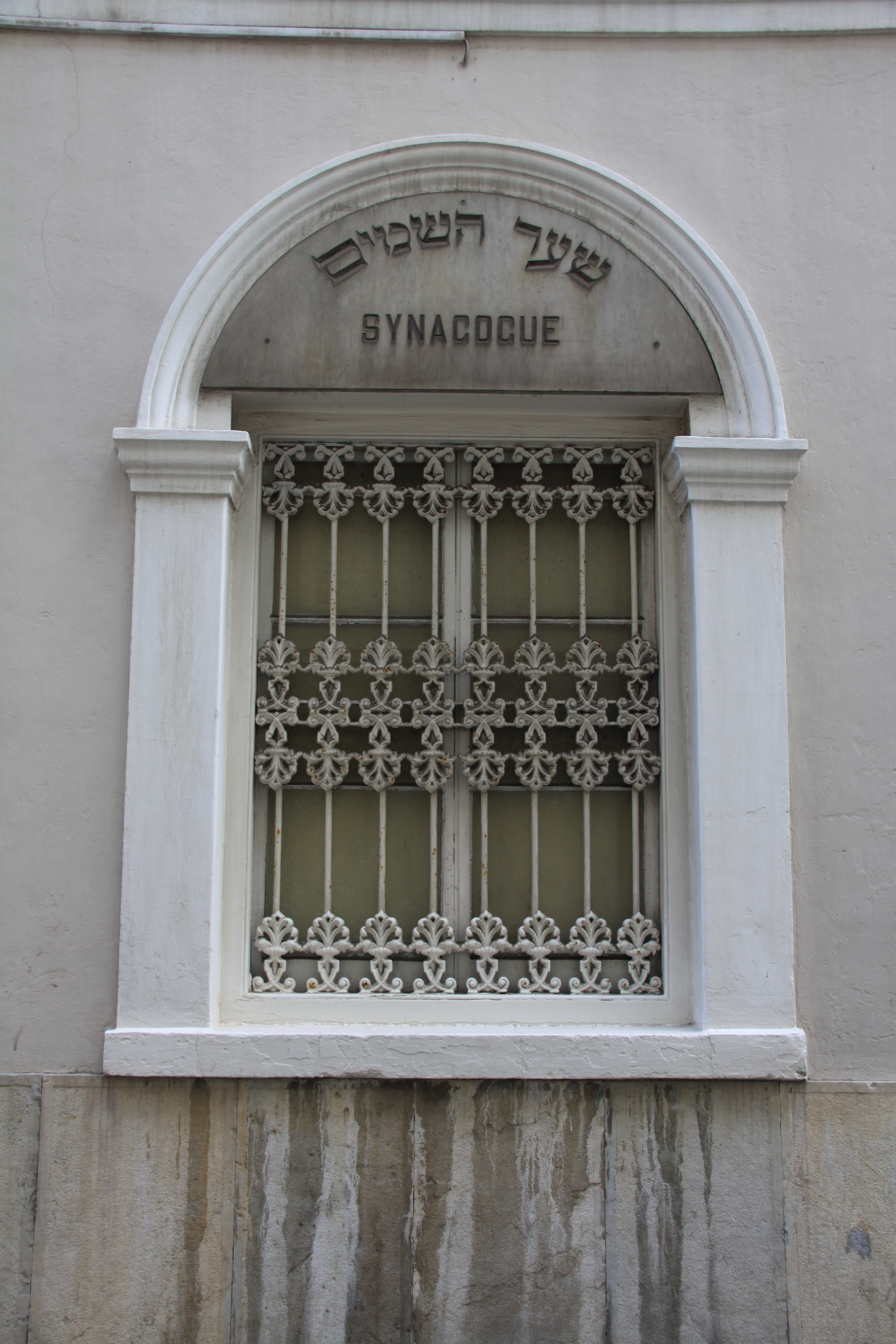
ヘブライ語と英語が刻まれた窓